# شاگردی
شاگردی (انگلیسی: Novitiate) یک فیلم به کارگردانی مارگارت بتس است که در سال ۲۰۱۷ منتشر شد. از بازیگران آن می‌توان به دیانا ایگران و ملیسا لیو اشاره کرد.